# Jølster
lat_seclon_seclon_minlat_deglon_deglat_min
Jølster je občina v administrativni regiji Sogn og Fjordane na Norveškem.
1. ↑  »Forskrift om målvedtak i kommunar og fylkeskommunar« (v norveščini). Lovdata.no.